# Anthédon (Palestine)
Pour les articles homonymes, voir Anthédon.
Anthédon est une ancienne ville grecque située au nord de Gaza en Palestine. Dotée d'une agora et de temples, elle était consacrée à la pêche et la construction navale et fut créée par une population grecque. Selon l'historien juif Flavius Josèphe, la cité est dirigée à cette époque par une Boulè de 500 membres et dispose de sa propre armée dirigée par un Stratège. Au cours de cette période le port du Nord-ouest de la ville, dont la population Grecque n'a pas la même origine que celle de Gaza, se transforme en cité indépendante sous le nom d'Anthédon.. Elle a été habitée dès l'époque mycénienne jusqu'à la période byzantine précoce.

## Histoire
Certaines parties de la muraille de la ville sont toujours debout, et des structures portuaires sont visibles : elles ont été explorées par une équipe franco-palestinienne entre 1995 et 2005, sous la direction du Père Jean-Baptiste Humbert. Son nom contemporain est Blakhiyah. C'est maintenant un évêché In partibus.

Fouilles archéologiques d'Anthédon
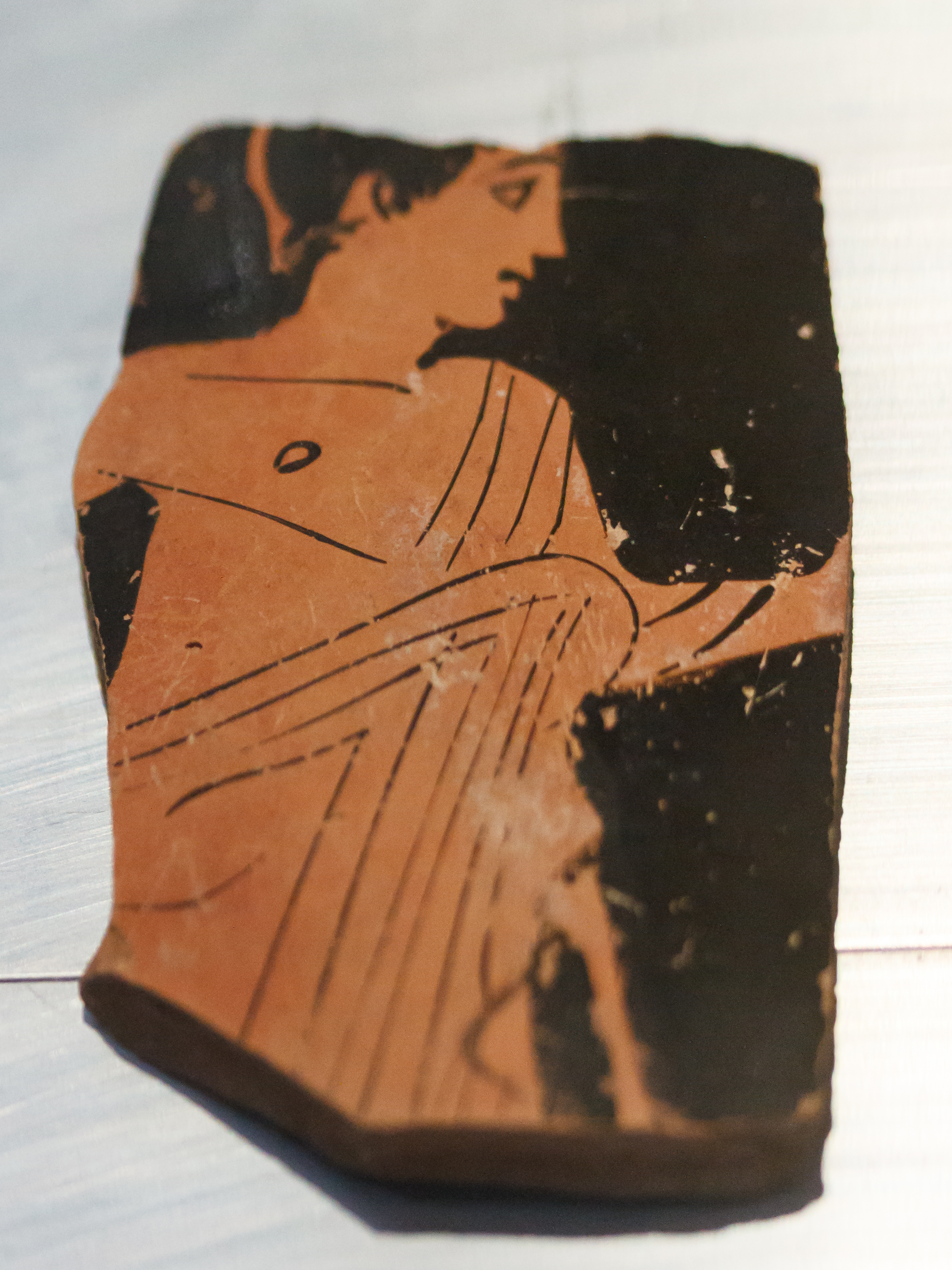
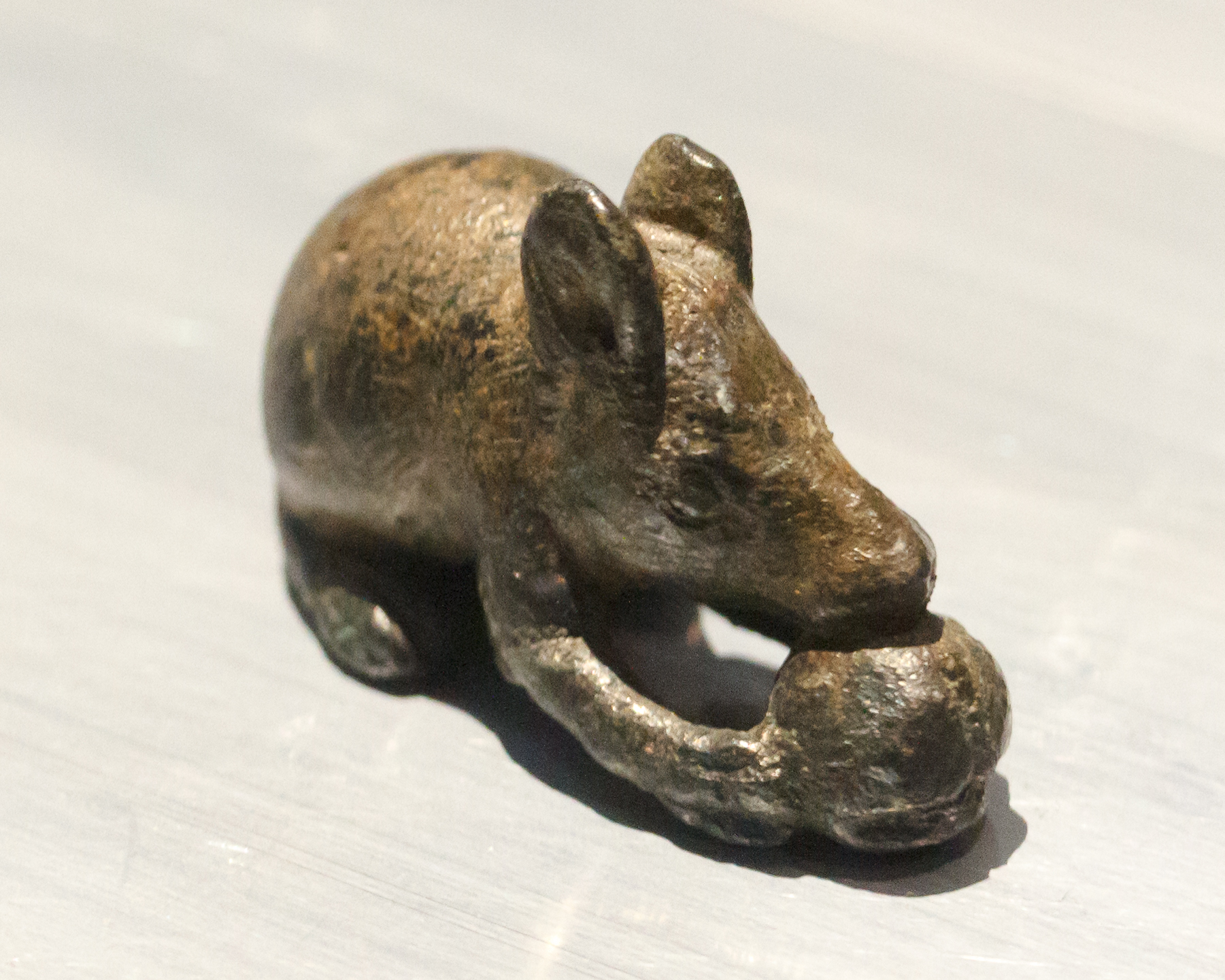
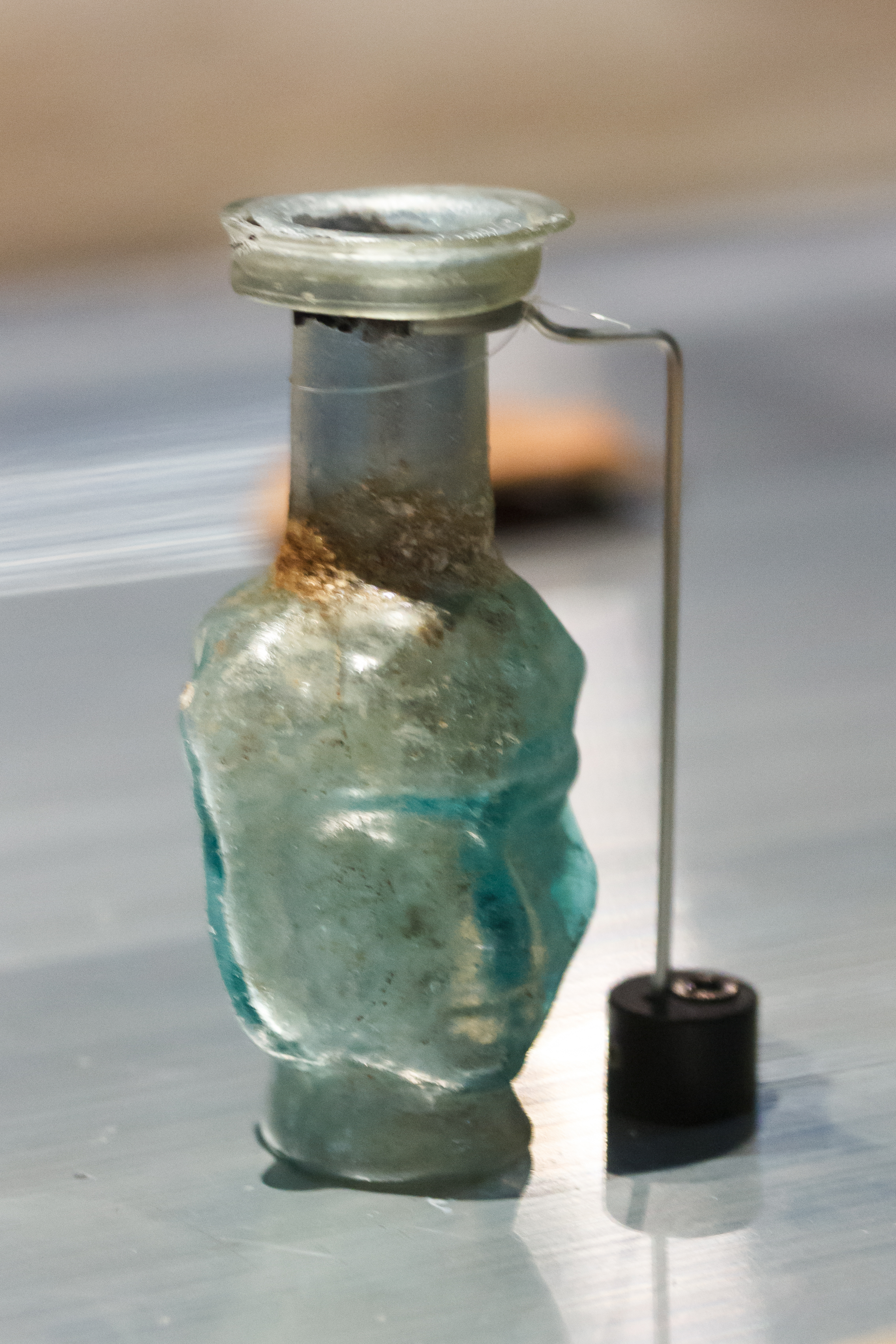
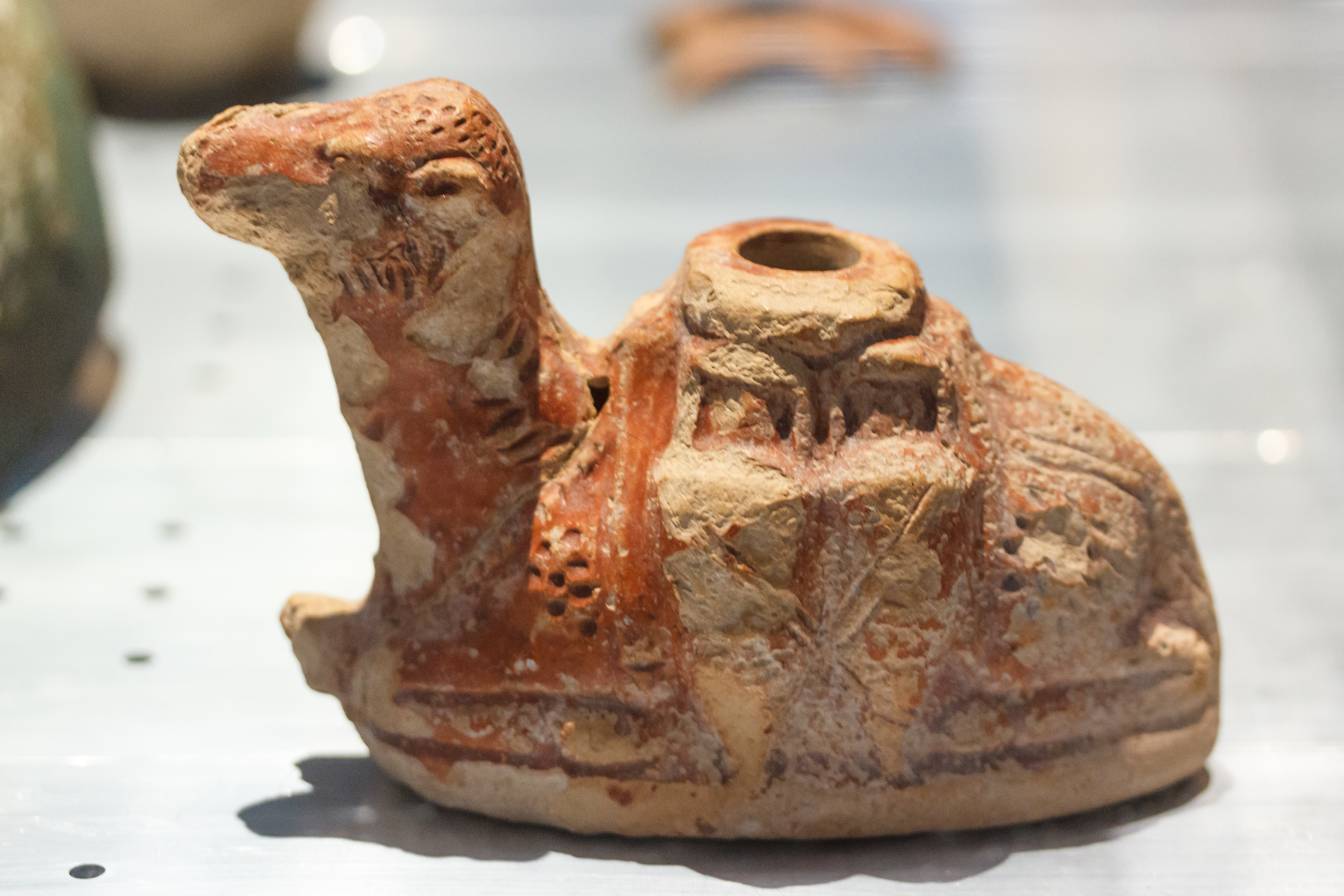

## Évêques d'Anthédon
- Angelin (Joseph Jakob) Geiselmayer, en 1785-1786[5] ;
- Iosephus Maria Tobia, 1796-1799 ;
- Antonio Luigi Landi, 1802-1814 ;
- Bernhard Galura (de), 1819-1829, prince-évêque de Bressanone ;
- Karl Anton Joseph Lüpke, 1830-1855 ;
- Louis-François Richer Laflèche, de 1867 à 1870 ;
- Jerzy Iwaszkiewicz, 1872-1876 ;
- Charles Gay, en 1877, auxiliaire du cardinal Pie, jusqu'à son décès, en 1892.
- Guillermo Juan Carter Gallo, 1893-1906 ;
- Ramón Barberá y Boada, 1907-1914 ;
- Emilio Jiménez Pérez, 1918-1926 ;
- Bernardino Vitale Bigi, 1927-1930 ;
- Alejandro García y Fontcuberta, 1930-1933 ;
- Edgar Anton Häring, 1933-1946, puis évêque de Shuozhou ;
- Marcel Lefebvre, en 1947, jusqu'en 1948 ;
- John Baptist Choi Deok-hong, 1948-1954 ;
- Félix Roeder, en 1955, auparavant évêque de Beauvais, décédé en 1965.